# Уоберн-Эбби
Уо́берн-Э́бби (Woburn Abbey) — один из девяти домов-сокровищниц Англии, построенный в середине XVIII века герцогами Бедфорд из семейства Расселов в графстве Бедфордшир на месте средневекового цистерцианского аббатства Уоберн.

## Современное состояние
После Второй мировой войны наиболее ветхие части палладианского здания, принадлежащего Расселам с 1547 года, были снесены. Для привлечения туристов молодой герцог превратил усадебный парк в зоопарк (точнее, сафари-парк), по которому бродят жирафы, слоны и носороги. Стадо оленей Давида из Уоберн-Эбби некогда было единственным в мире; именно отсюда происходят все ныне живущие представители этого вида.

## См. также

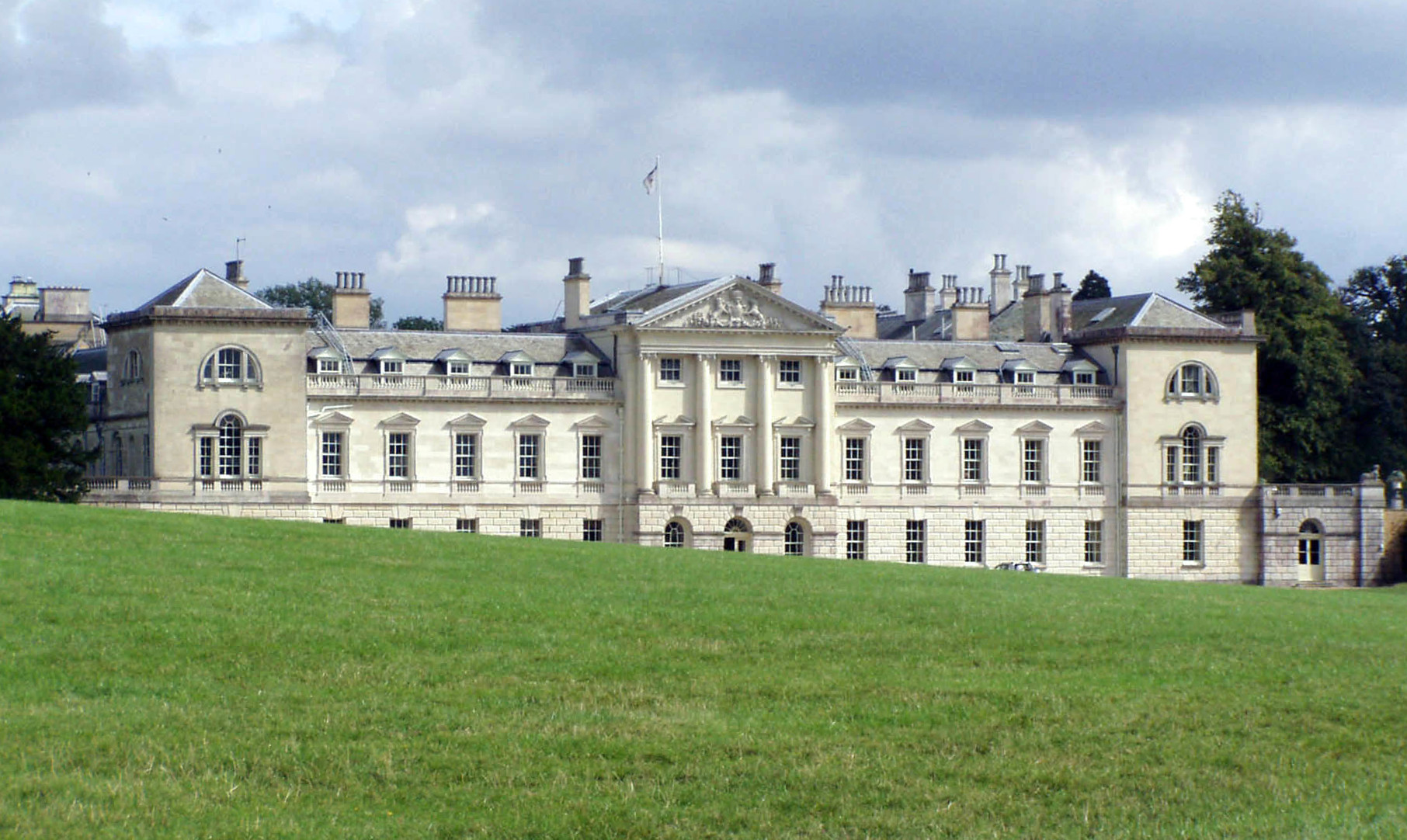
Фасад Уобернского аббатства.